# Чипеуян
Чипеуян (на английски: Chipewyan) е северноамериканско индианско племе, което в началото на 18 век живее на север от река Чърчил, между Голямото робско езеро и Хъдсъновия залив в Северозападните територии и северните части на Манитоба, Съскачиуан и Алберта. По-късно разширяват земите си на юг и на запад. Територията им заема границата между иглолистните гори и тундрата.

## Име
Името чипеуян идва от думата от езика кри, „чипуаянеуок“ и се отснася до начина, по който племето обработва бобровите кожи. Самите те се наричат „денесулине – хора на пущинака“.

## Култура
Чипеуян са предимно номади ловци – събирачи, следващи сезонната миграция на стадата карибу. Елените карибу предоставят всичко необходимо за живота им. Използват кожите им за направата на типита и за облекло. Основни дрехи при мъжете са набедреник, риза, гамаши и мокасини, а при жените дълги рокли и високи мокасини. През зимата и двата пола носят шапки и ръкавици без пръсти. Сечивата са изработвани от камък и животински кости. Правят канута от смърчова и брезова кора. През зимата се придвижват със снегоходки. Основна обществена единица е разширеното семейство. Родството в семейството се предава двустранно. Две или повече такива семейства образуват местна ловна група. В даден район живеят по няколко местни ловни групи, които образуват регионалната група. Ловните групи рядко се събират заедно, освен за всеобщ лов и за провеждането на някои церемонии. През лятото хората живеят във временни лагери на открито, а през зимата се местят в гората на защитени от студа места. Основно жилище е типито от кожите на карибу. Всяка ловна група си има своя ловна територия и свой вожд с минимална власт. Вождовете се издигат благодарение на способностите им. Липсва каквато и да е централна власт. Като цяло чипеуян са анимисти като всички индианци. Вярват, че духовете на хората, животните и на някои предмети живеят едновременно с физическото им съществуване. Духовете могат да посетят човек по време на сън или видение и да му дават различни напътствия. Връзката с духовния свят са шаманите. Вярват в задгробния живот. Душите на мъртвите отиват на остров пълен с дивеч.

## История
Първата им среща с европейците е през 1715 г. През 1717 г. Компанията Хъдсън Бей основава Форт Принс ъф Уелс (днешния Чърчил). По същото време чипеуян влизат активно в търговията с кожи главно като посредници между търговците и съседните племена. Отначало добивът на кожи за търговия е с второстепенно значение, но след като се сдобиват с огнестрелно оръжие всичко се променя. Започва един масов лов, който за кратко време унищожава малкото налични животни с ценна кожа. Тъй като земите им са бедни на животни с ценна кожа, чипеуян започват да навлизат в териториите на съседните племена. Постепенно племето разширява земите си на север за сметка на крайбрежните инуити и започва да воюва за ловни територии с догриб, йелоунайф и кри. Крупната търговия с кожи води също така до сливане на отделни групи на племето в по-големи общности, които все по-често издигат лагерите си близо до търговските постове. Така постепенно се формират съставните части на племето. Новото социално групиране им позволява да играят важно роля в търговията с кожи и да доминират над съседите си, както и по-добре да се защитават срещу мощните кри, които напредват на север. Постепенно Канадското правителство създава резервати за различните групи. Днес племето живее в 15 резервата – 5 в Алберта, 6 в Съскачиуан и по два в Северозападните територии и Манитоба. През 2015 г. са регистрирани повече от 23 000 чипеуан, около 11 000 от които говорят родния си език. В миналото е невъзможно да се установи коя от многото малки групички е част от племето, но с идването на белите и изграждането на търговските постове номадският начин на живот е заменен с по-уседнал живот. Така става възможно а се определят различните съставни групи на племето. Всяка група има своя ловна територия центрирана около най-близкия търговски пост.